# Miguel Costa y Llobera

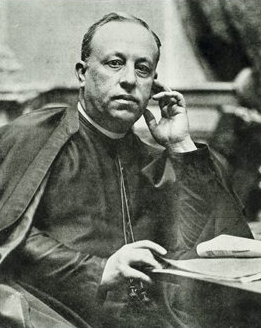
Miguel Costa y Llobera

Miguel Costa y Llobera (Pollença, 10 marzo 1854 – Palma di Maiorca, 16 ottobre 1922) è stato un poeta e presbitero spagnolo, di lingua catalana.

## Biografia
Nato nella località di Pollença nel 1854, era figlio di una famiglia di proprietari terrieri e rimase orfano di madre all'età di 11 anni. Crebbe profondamente influenzato da uno zio, medico della sua città natale, che gli fece scoprire il paesaggio locale e l'interesse per i classici, come Orazio e Virgilio.
Durante i suoi studi letterari, presso l'istituto principale a Palma di Maiorca, fu un discepolo di José Luis Pons y Gallarza e compagno di Joan Alcover e Antonio Maura, anche se in verità furono Joan Rosselló e Joan Lluís Estelrich, compagni di seminario, ad influenzarlo di più.
Poi si è formato come sacerdote a Roma, dove ha studiato il suo dottorato in teologia presso la Pontificia Università Gregoriana e alla fine è diventato canonico nella sua isola natale. La sua poesia è soprattutto di carattere classico, regionale e religiosa. È stato anche un cantore del paesaggio, della storia e della cultura popolare di Maiorca.

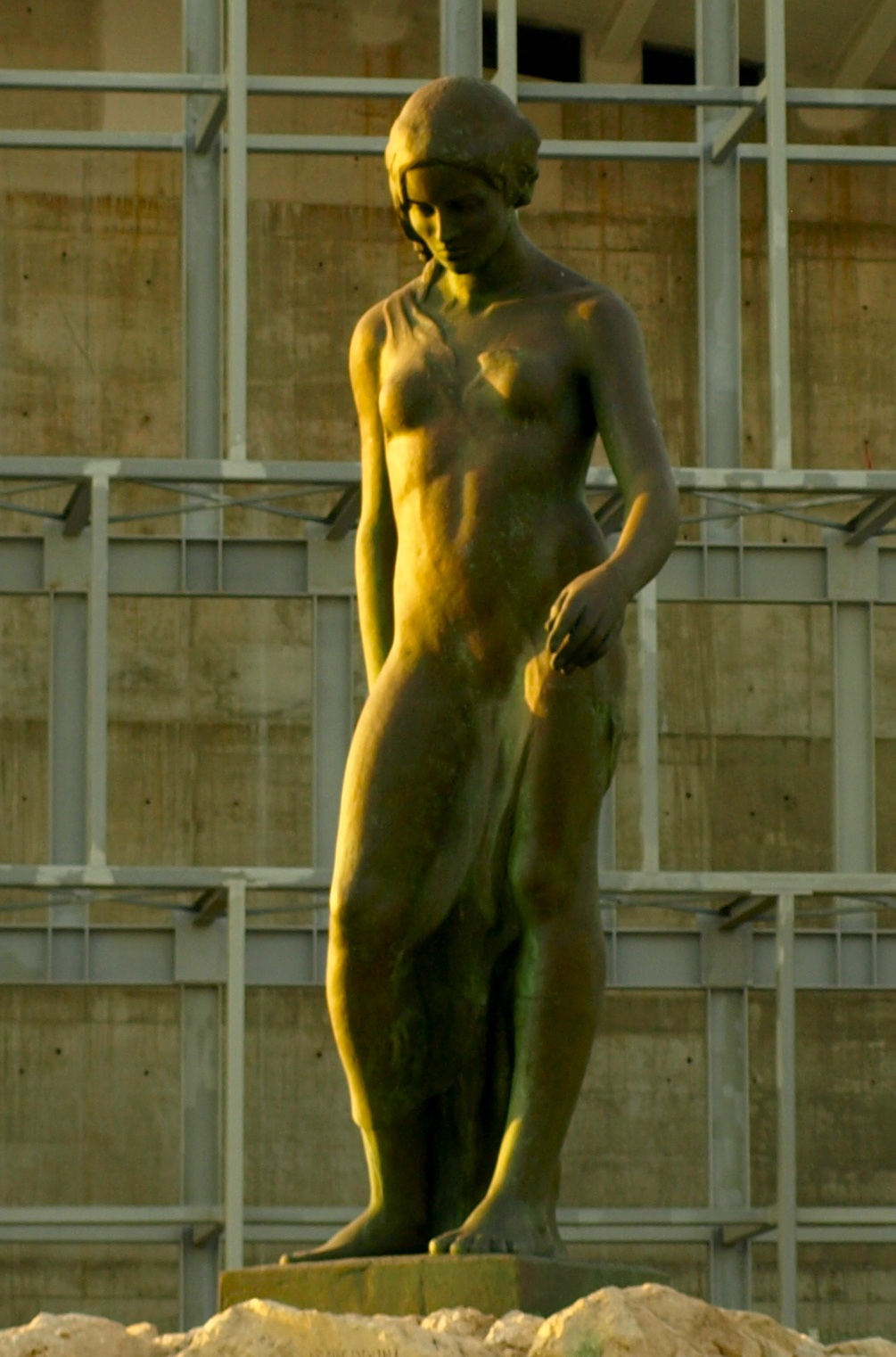
Statua di Nuredduna, in omaggio al poeta a Palma di Maiorca.

Nel 1874 ottenne un premio ai giochi floreali. Ha scelto di coltivare la poesia romantica inizialmente. Un esempio di influenza romantica è la sua raccolta Poesies (1885), che include la sua più acclamata ode, Il Pino di Formentor. La poesia, scritta in catalano, servì come omaggio poetico a un amato pino a Formentor, Maiorca, e ispirò successivamente scrittori e pittori come Joan Miró e Anglada Camarasa.
Nel 1879 il poeta compose la sua celebre ode saffica A Horaci (in italiano: Ad Orazio), che pubblicò in seguito. Nel frattempo, inviò l'ode a Ramon Picó i Campamar e Antonio Rubió i Lluch, e fu quest'ultimo a dare il giudizio più favorevole. Inoltre, provvidenzialmente, Rubió i Lluch inviò l'ode al loro amico comune Marcelino Menéndez Pelayo, il quale decise di includerla nel suo libro Horacio en España, affermando che l'ode del giovane poeta maiorchino era una delle odi saffiche più pure e raffinate del suo tempo.
Nel 1900 compose il suo lungo poema epico intitolato La deixa del geni grec, che presenta una delle sue creazioni più famose, la sibilla Nuredduna. Questo poema epico fu successivamente adattato in un'opera lirica.
Nel 1902 fu investito del titolo di Mestre en Gai Saber, vincendo tre premi ordinari dei Giochi Floreali. Fu scelto anche come membro corrispondente della Real Academia Española.
Nel 1906 pubblicò la sua raccolta di poesie più importante, intitolata Horacianes (in italiano: Poesie nello stile di Orazio). Queste Horacianes erano quindi una serie di poesie dedicate al poeta romano Orazio. Miguel Costa si dedicò con precisione all'accurato utilizzo delle forme poetiche e letterarie classiche, cercando di emulare in lingua catalana le forme versificate dell'antica poesia greca e romana. Il libro fu molto ben accolto in Catalogna e fu elogiato anche da critici spagnoli come Marcelino Menéndez y Pelayo, che lodò le innovazioni metriche del poeta, arrivando a definire i suoi versi degni di essere tra i migliori scritti oggi in Spagna. Da all'estero, Frédéric Mistral, che aveva ricevuto il Premio Nobel per la Letteratura nel 1904, inviò i suoi complimenti a Miquel Costa y Llobera in una lettera scritta in occitano, giudicando le sue odi "melodiose" e "dignità delle allori del Tibur".
Nel 1907 l'autore, accompagnato da altri maiorchini come Maria Antònia Salvà, iniziò un pellegrinaggio attraverso il Medio Oriente che si concluse in Palestina e Terra Santa. Costa y Llobera tenne un diario del viaggio che raccolse nel libro Visioni della Palestina (1908). Con ventisei brani in prosa, il poeta espresse le sensazioni e le impressioni prodotte dai luoghi sacri della religione cattolica da lui visitati. Quell'anno, il maiorchino tenne il discorso di apertura ai giochi floreali di Girona. Un anno dopo fu nominato canonico della sede di Maiorca.
Morì a Palma di Maiorca nel 1922.
È considerato uno dei massimi esponenti della poesia di Maiorca, e catalano-valenciano-balearico di tutti i tempi.

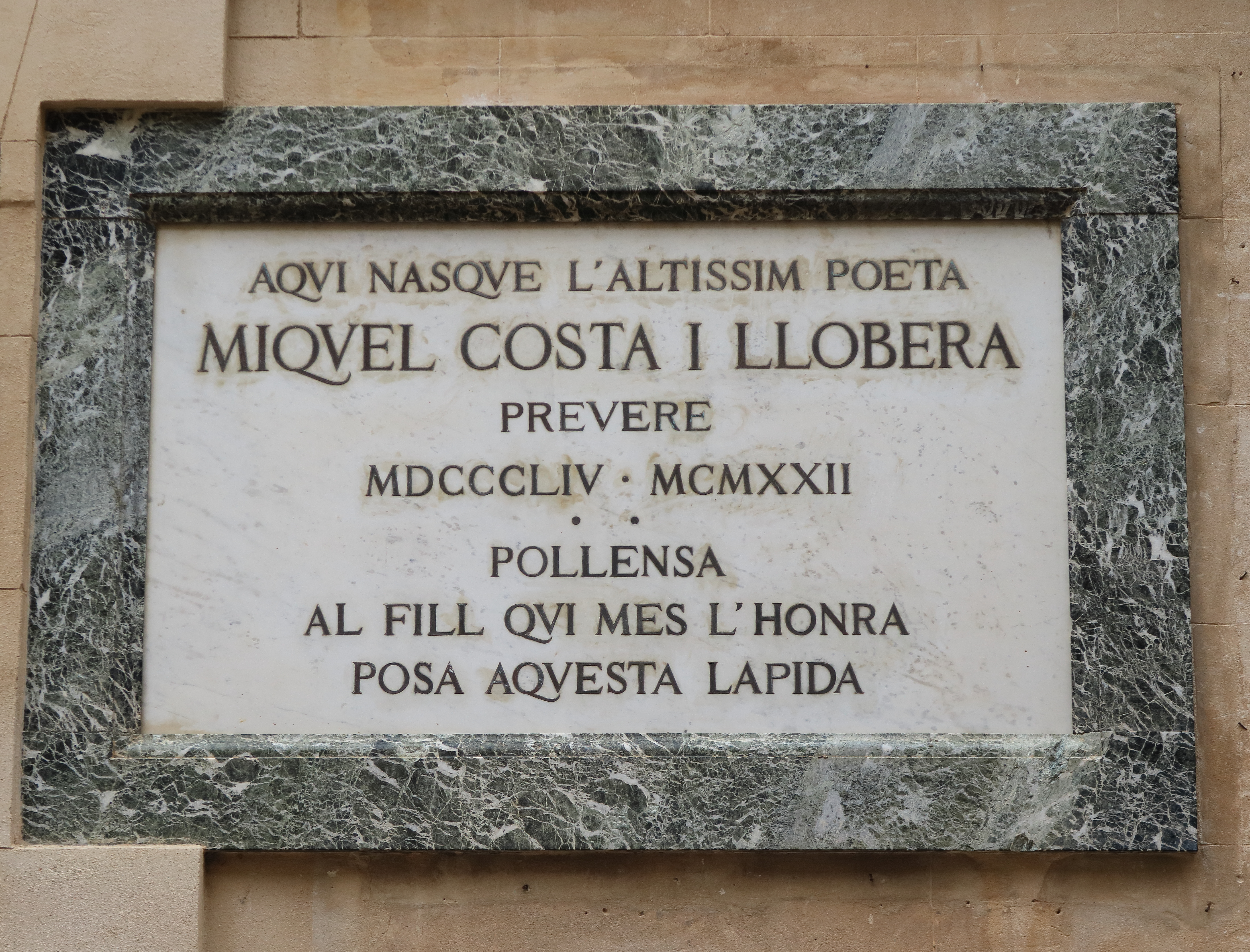
Pollença, casa di Costa y Llobera

## Opere
In catalano:
- El Pi de Formentor (1875)
- Poesies (1885)
- De l'agre de la terra (1897)
- La deixa del geni grec (1900)
- Tradicions i fantasies (1903)
- Horacianes (1906)
- Visions de la Palestina (1908)

In spagnolo:
- Líricas (1899)